# Денисівська сільська рада (Козівський район)
Дени́сівська сільська́ ра́да — до 27 липня 2018 року адміністративно-територіальна одиниця та орган місцевого самоврядування в Козівському районі Тернопільської області. Адміністративний центр — село Денисів.

## Загальні відомості
- Територія ради: 0,777 км²
- Населення ради: 1 087 осіб (станом на 2001 рік)
- Територією ради протікає річка Стрипа

## Населені пункти
Сільській раді були підпорядковані населені пункти:
- с. Денисів
- с. Веснівка

## Склад ради
Рада складалася з 16 депутатів та голови.
- Голова ради:
- Секретар ради: Король Катерина Василівна

### Керівний склад попередніх скликань
| Прізвище, ім'я, по батькові | Основні відомості                                                 | Дата обрання | Дата звільнення |
| --------------------------- | ----------------------------------------------------------------- | ------------ | --------------- |
| Букшак Олег Степанович      | Сільський голова, 1952 року народження, освіта вища, безпартійний | 26.03.2006   | 31.10.2010      |
| Букшак Олег Степанович      | Сільський голова, 1952 року народження, освіта вища, безпартійний | 31.10.2010   | 09.09.2012      |

Примітка: таблиця складена за даними сайту Верховної Ради України

### Депутати
За результатами місцевих виборів 2010 року депутатами ради стали:

#### За суб'єктами висування
| Суб'єкт висування | Кількість обраних депутатів | %   |
| ----------------- | --------------------------- | --- |
| Самовисування     | 16                          | 100 |

#### За округами
| № округу | Прізвище, ім'я, по батькові    | Дата визнання обраним | Освіта             | Партійна приналежність | Відомості про обраного депутата                                              |
| -------- | ------------------------------ | --------------------- | ------------------ | ---------------------- | ---------------------------------------------------------------------------- |
| 1        | Король Андрій Євгенович        | 02.11.2010            | середня спеціальна | позапартійний          | тимчасово не працює                                                          |
| 2        | Самарик Андрій Миколайович     | 03.03.2013            | середня            | позапартійний          | Тернопільський технічний коледж, студент                                     |
| 3        | Цьопик Іван Євгенович          | 02.11.2010            | середня            | позапартійний          | тимчасово не працює                                                          |
| 4        | Брикайло Ігор Ігорович         | 02.11.2010            | середня            | позапартійний          | Тернопільський національний педагогічний університет ім. В. Гнатюка, студент |
| 5        | Тріска Ігор Михайлович         | 02.11.2010            | середня            | позапартійний          | Тернопільський Технічний ліцей, студент                                      |
| 6        | Паюк Ольга Миколаївна          | 02.11.2010            | середня спеціальна | позапартійна           | Динисівська Амбулаторія, медсестра                                           |
| 7        | Тітов Ярослав Вікторович       | 02.11.2010            | вища               | позапартійний          | ТНЕУ, студент                                                                |
| 8        | Король Ігор Петрович           | 02.11.2010            | середня            | позапартійний          | тимчасово не працює                                                          |
| 9        | Струхманчук Петро Васильович   | 02.11.2010            | середня            | позапартійний          | Тернопільський педагогічний університет, студент                             |
| 10       | Бунько Олександр Олександрович | 02.11.2010            | вища               | позапартійний          | тимчасово не працює                                                          |
| 11       | Святий Борис Богданович        | 02.11.2010            | середня            | позапартійний          | тимчасово не працює                                                          |
| 12       | Романчук Петро Васильович      | 02.11.2010            | середня            | позапартійний          | Тернопільський комерційний коледж, студент                                   |
| 13       | Гавришок Олег Борисович        | 02.11.2010            | вища               | позапартійний          | ТНЕУ, студент                                                                |
| 14       | Стрияк Світлана Ярославівна    | 02.11.2010            | середня спеціальна | позапартійна           | Динисівька амбулаторія, медсестра                                            |
| 15       | Паращій Тарас Андрійович       | 03.03.2013            | середня            | позапартійний          | Тернопільський технічний коледж, студент                                     |
| 16       | Король Катерина Василівна      | 02.11.2010            | середня спеціальна | позапартійна           | Динисівська сільська рада, секретар                                          |